# Johanna (Schiff, 1999)
Johanna ist der ehemalige Name eines 1999 in Hamburg gebauten Open-Top-Containerschiff.

## Geschichte
Das Schiff des Typs 160 wurde 1998/1999 unter der Baunummer 1071 auf der J. J. Sietas Schiffswerft gebaut. Die Kiellegung des Schiffes fand am 29. Juni 1998, der Stapellauf am 26. Oktober 1999 statt. Fertiggestellt wurde das Schiff am 10. Dezember 1999.
Eigner des vom Germanischen Lloyd klassifizierten Schiffes war eine Einschiffsgesellschaft der Reederei H.G. Vöge im niedersächsischen Stade, die es unter der Flagge des Vereinigten Königreiches betrieb. Der Heimathafen des Schiffes war London. 
2014 wurde das Schiff verkauft und in Emilia umbenannt.

## Seeunfall am 18. Dezember 2011

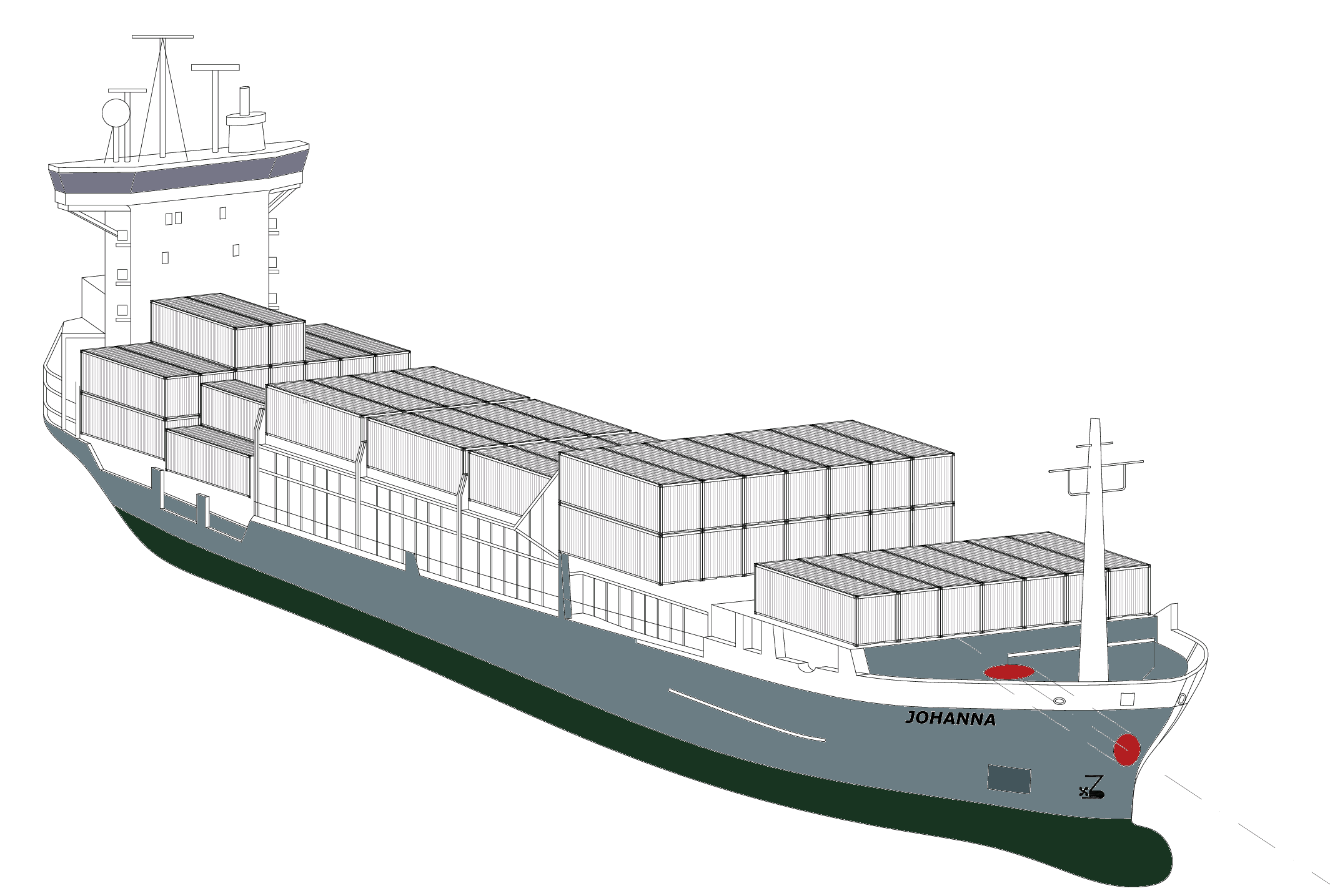
Grafische Darstellung der Beschädigung nach dem Unfall.

Mediale Aufmerksamkeit erregte die Johanna durch einen Seeunfall in der Nacht vom 18. zum 19. Dezember 2011. Dabei wurde der Bug des Schiffes oberhalb der Wasserlinie von einem unbekannten Objekt durchstoßen. Eintritts- und Austrittsloch hatten jeweils einen Durchmesser von mehr als einem Meter. Über welches der Löcher das Objekt ein- beziehungsweise ausgetreten ist, gab es zunächst widersprüchliche Aussagen. Ein Loch befand sich auf Deck des Schiffes, das andere auf der Steuerbordseite oberhalb des Wulstbugs. Über die Ursache der Beschädigung gab es kurz nach dem Unfall keine sichere Aussage, die Besatzung hatte in der Nacht keine entsprechenden Beobachtungen machen können. Ermittler der Bundespolizei hielten es für möglich, dass der Stützpfeiler einer Arbeitsplattform das Schiff durchschlagen hat. Die Johanna wäre in diesem Fall drei Meter über der Wasserlinie von dem schwimmenden Pfeiler getroffen worden. Eine anschließend durchgeführte Untersuchung des Danish Maritime Investigation Boards bestätigte diese Vermutung: Die Johanna war mit einem Ponton mit Stützpfeilern kollidiert. Einer dieser Stützpfeiler hatte sich bei der Kollision durch den Rumpf der Johanna gebohrt.
Das Schiff befand sich zum Zeitpunkt des Unfalls in der viel befahrenen Kadetrinne (54° 27′ 31,9″ N, 12° 16′ 12,5″ O). Jährlich passieren über 60.000 Schiffe dieses Seegebiet, darunter mehrere tausend Tanker.
Die Johanna wurde nach dem Unfall im schwedischen Karlskrona untersucht. Hier fand auch eine Behelfsreparatur statt. Anschließend setzte das Schiff seine Fahrt Richtung Kokkola fort.